# Djabiria geniculata
Djabiria geniculata là một loài bọ cánh cứng trong họ Cerambycidae.